# اوپلیکا (آلاباما)
اوپلیکا (به انگلیسی: Opelika) شهری در شهرستان لی ایالت آلاباما است که مساحت آن ۱۵۶٫۷۱ کیلومتر مربع است و در سرشماری سال ۲۰۱۰ میلادی، ۲۶٬۴۷۷ نفر جمعیت داشته و تراکم جمعیتی آن، ۱۶۸٫۹۶ نفر در هر کیلومتر مربع بوده‌است.

## نگارخانه

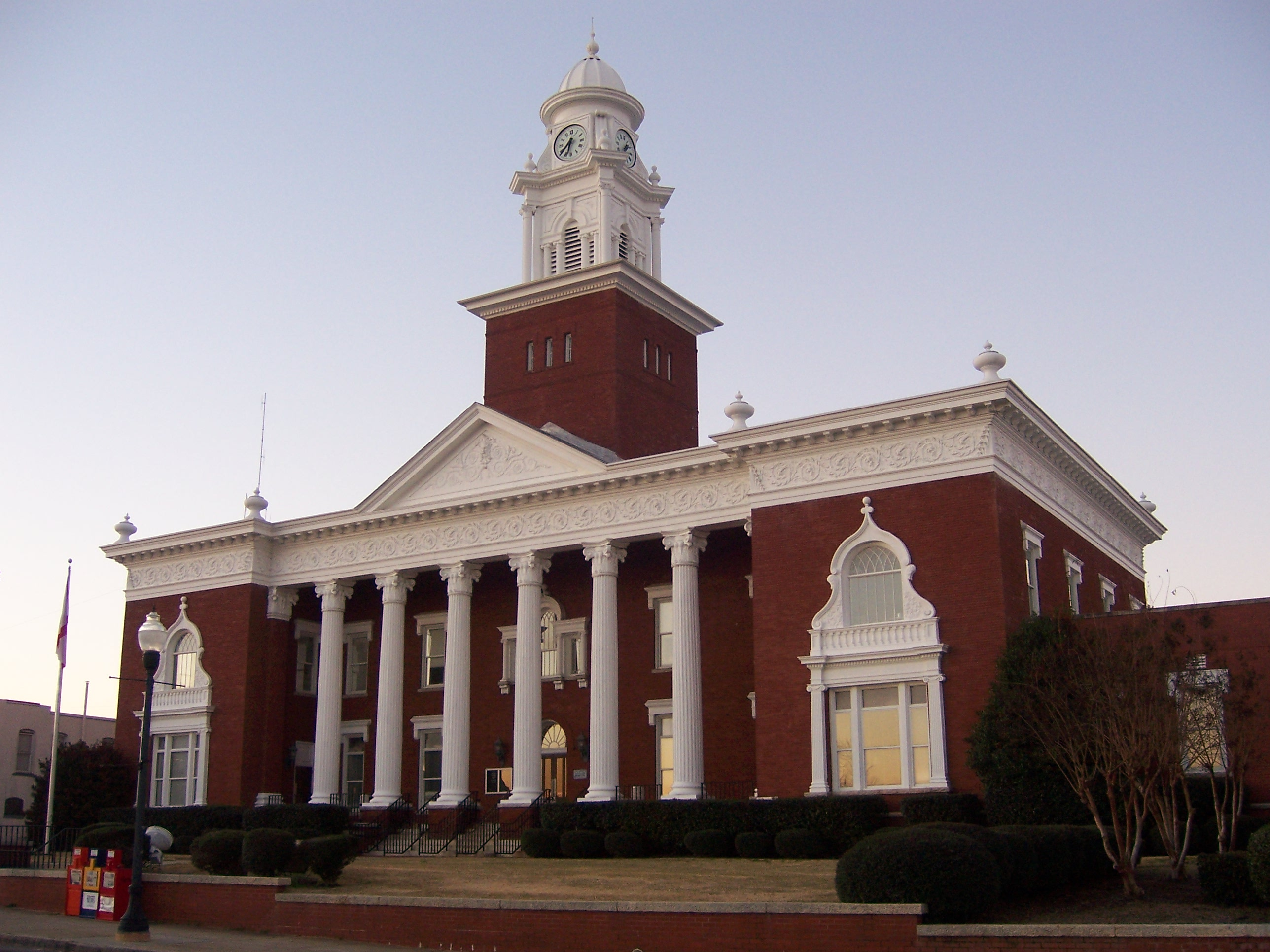
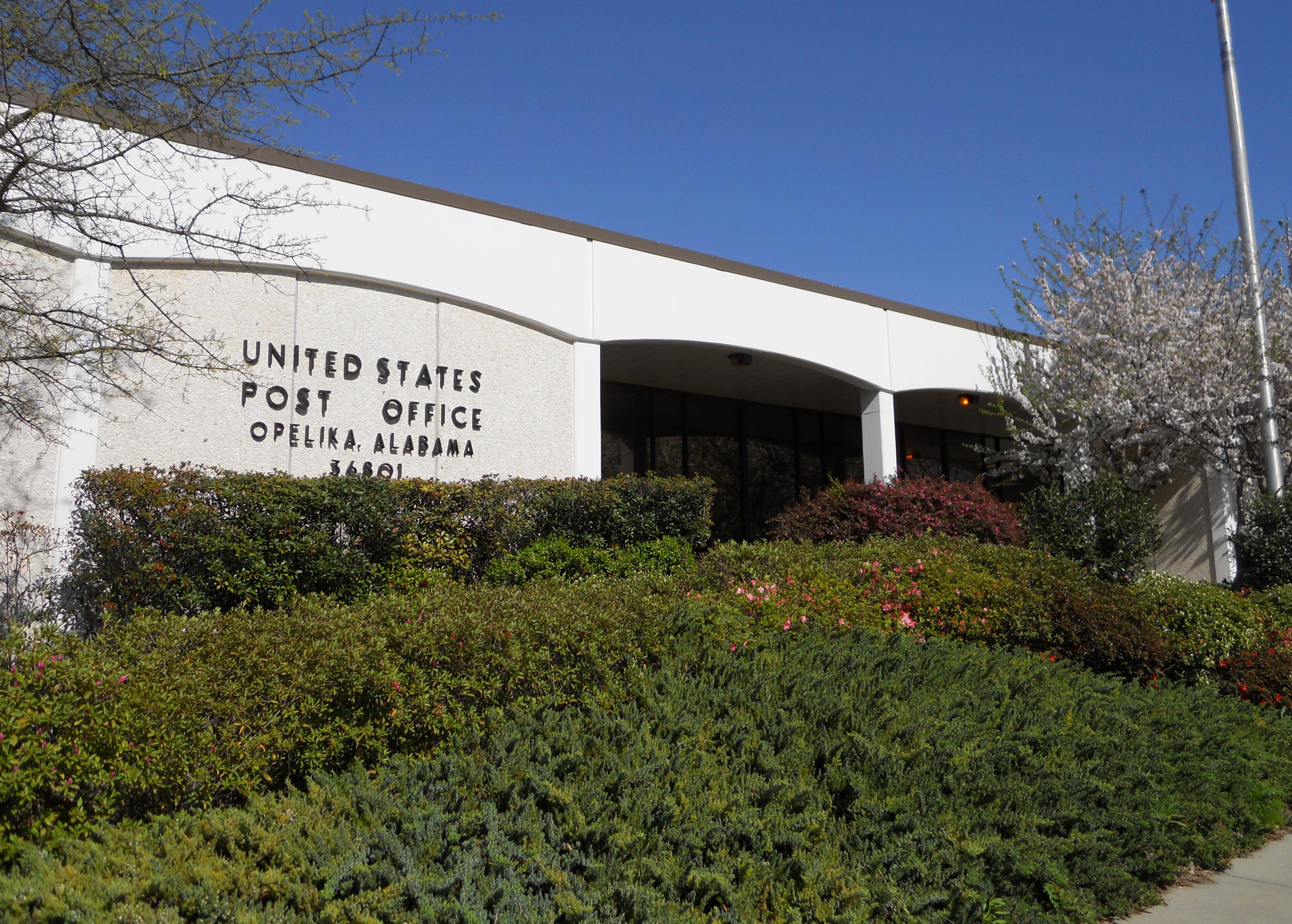
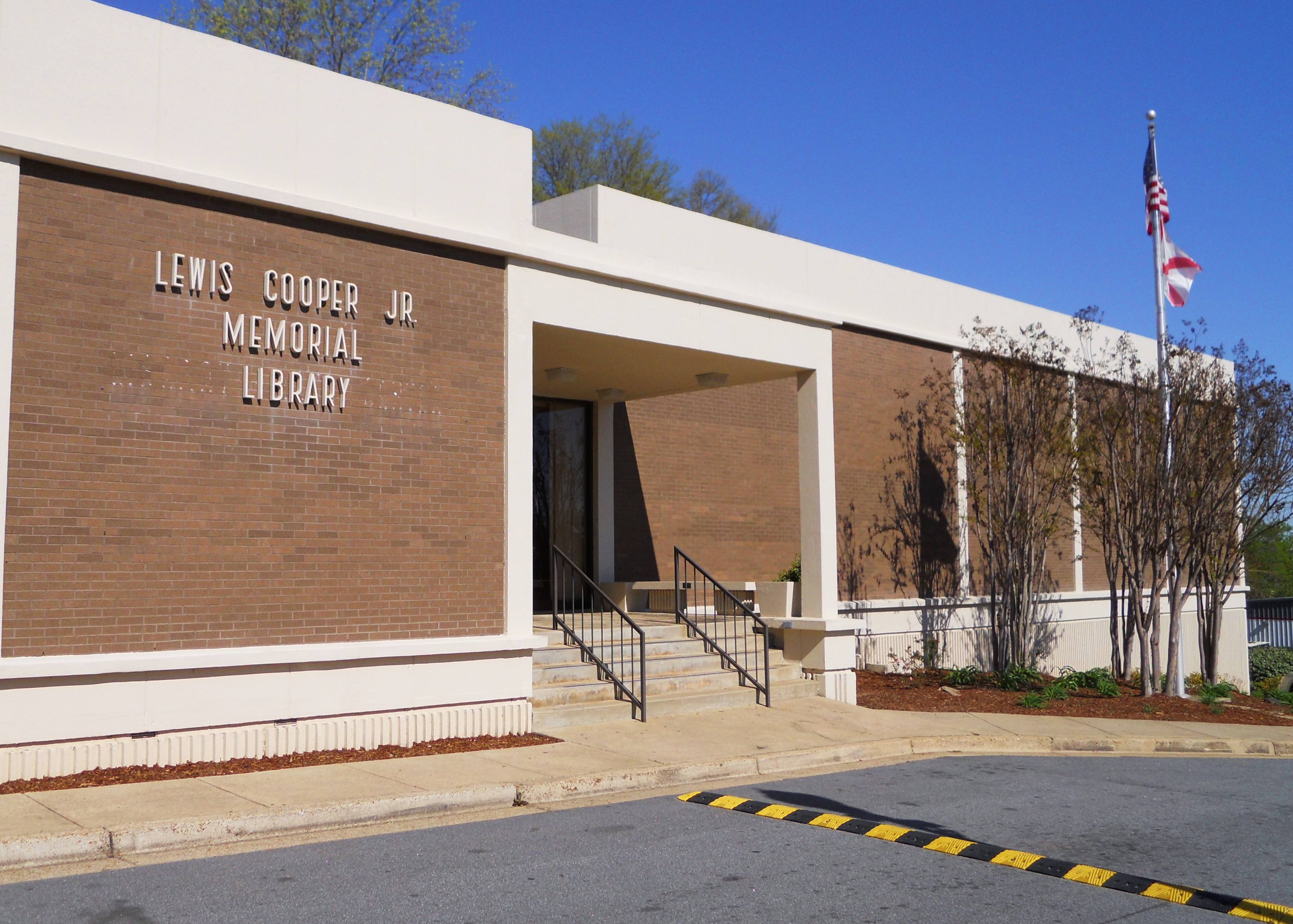
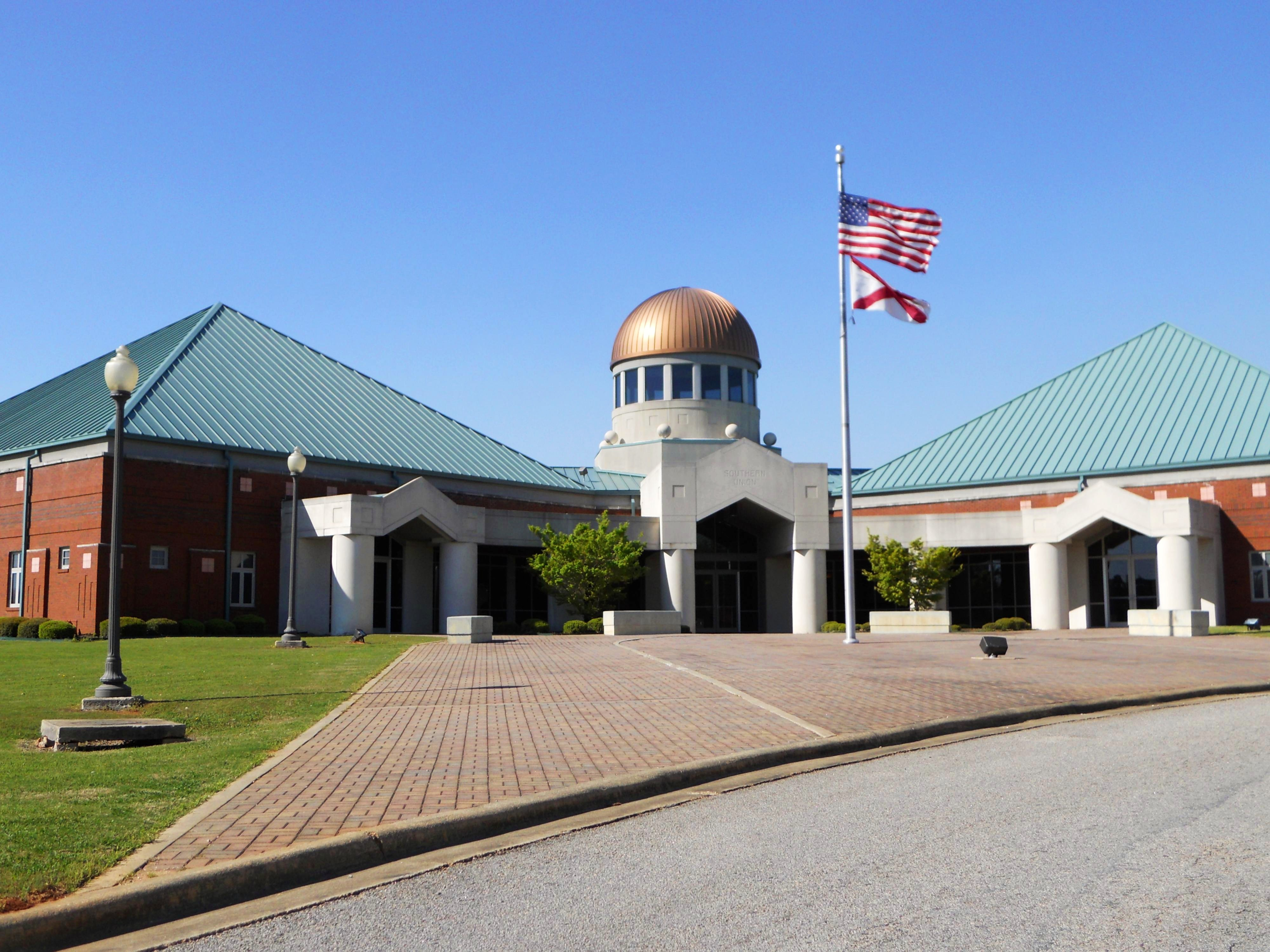
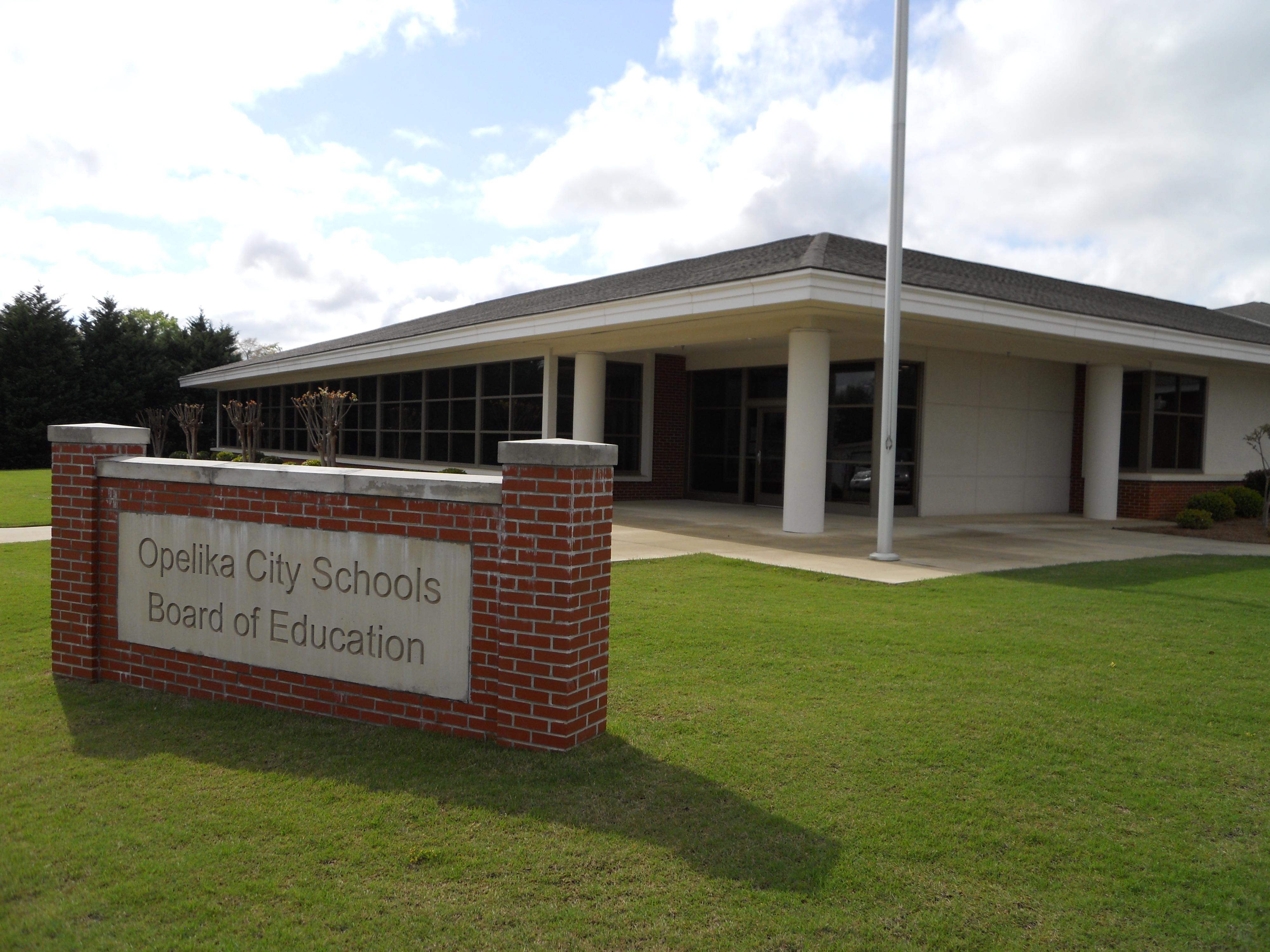
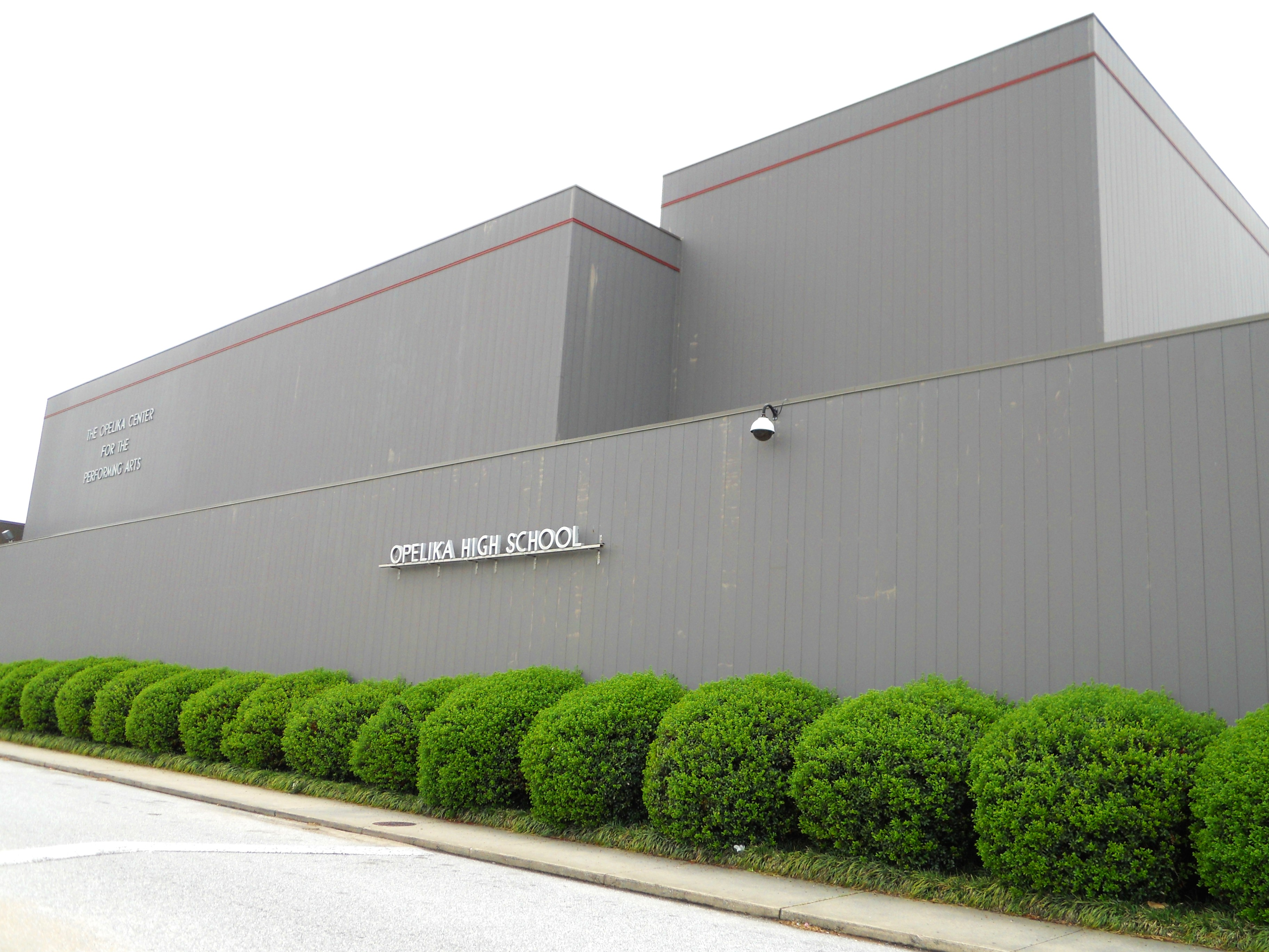
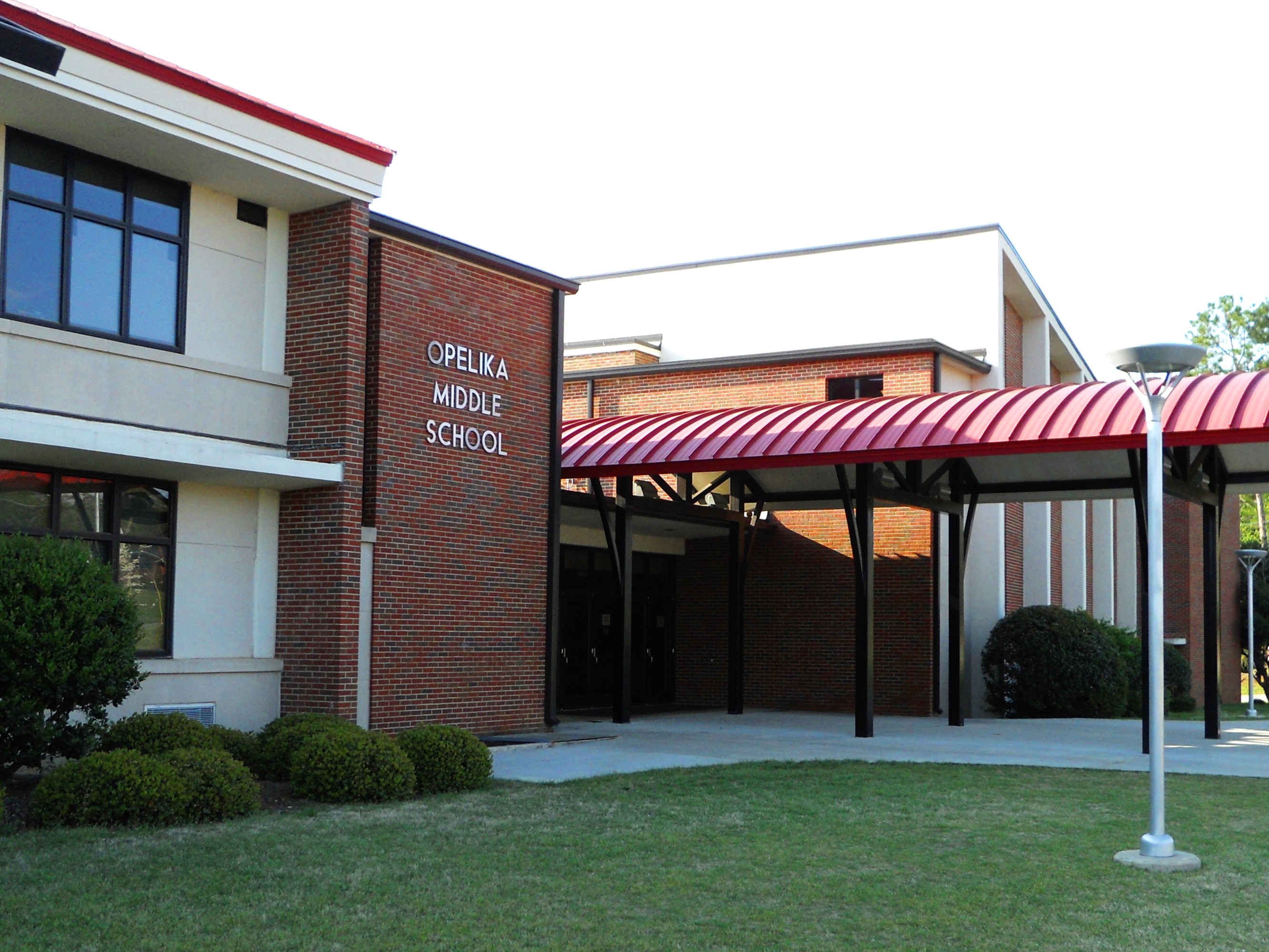
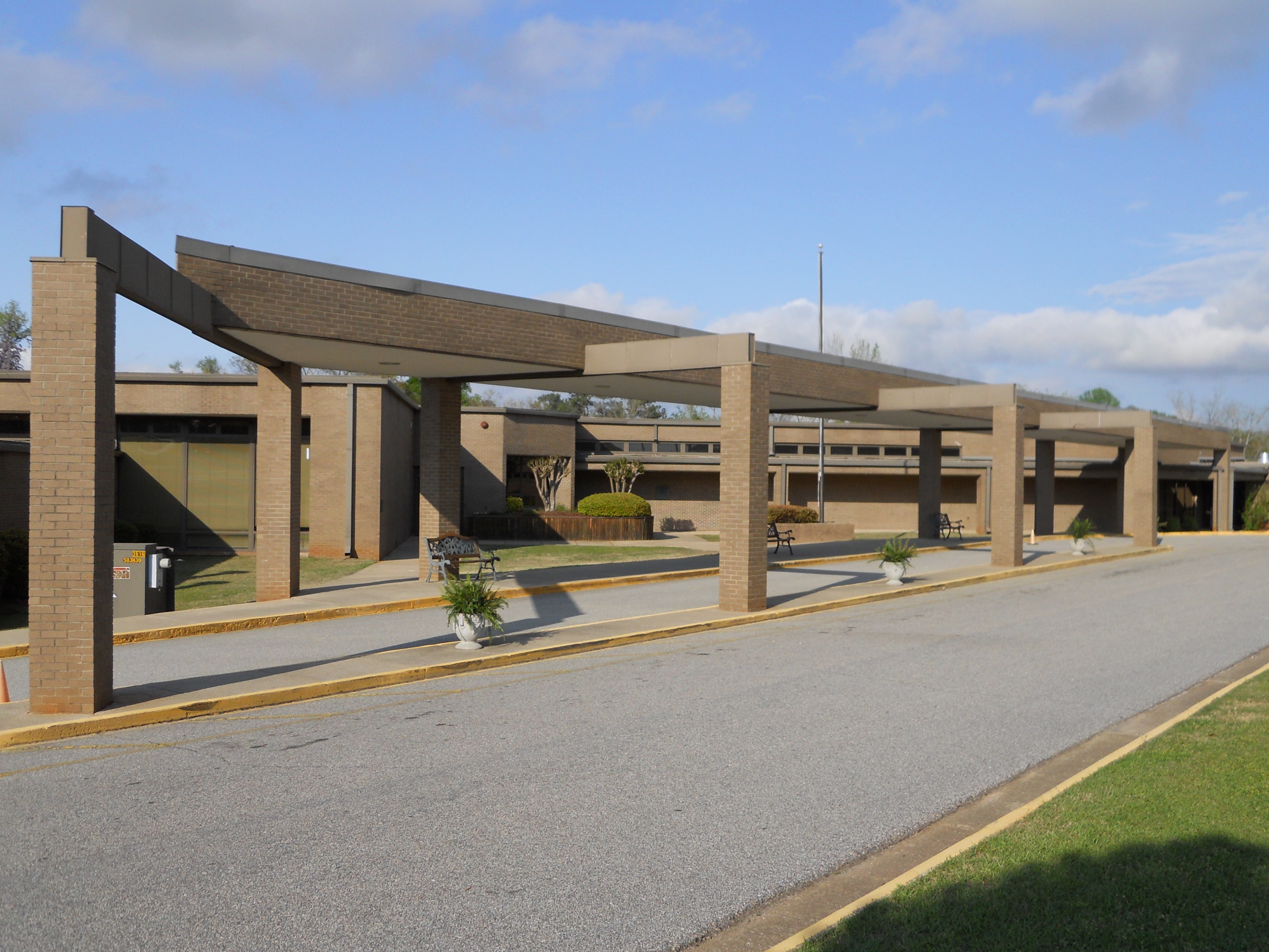
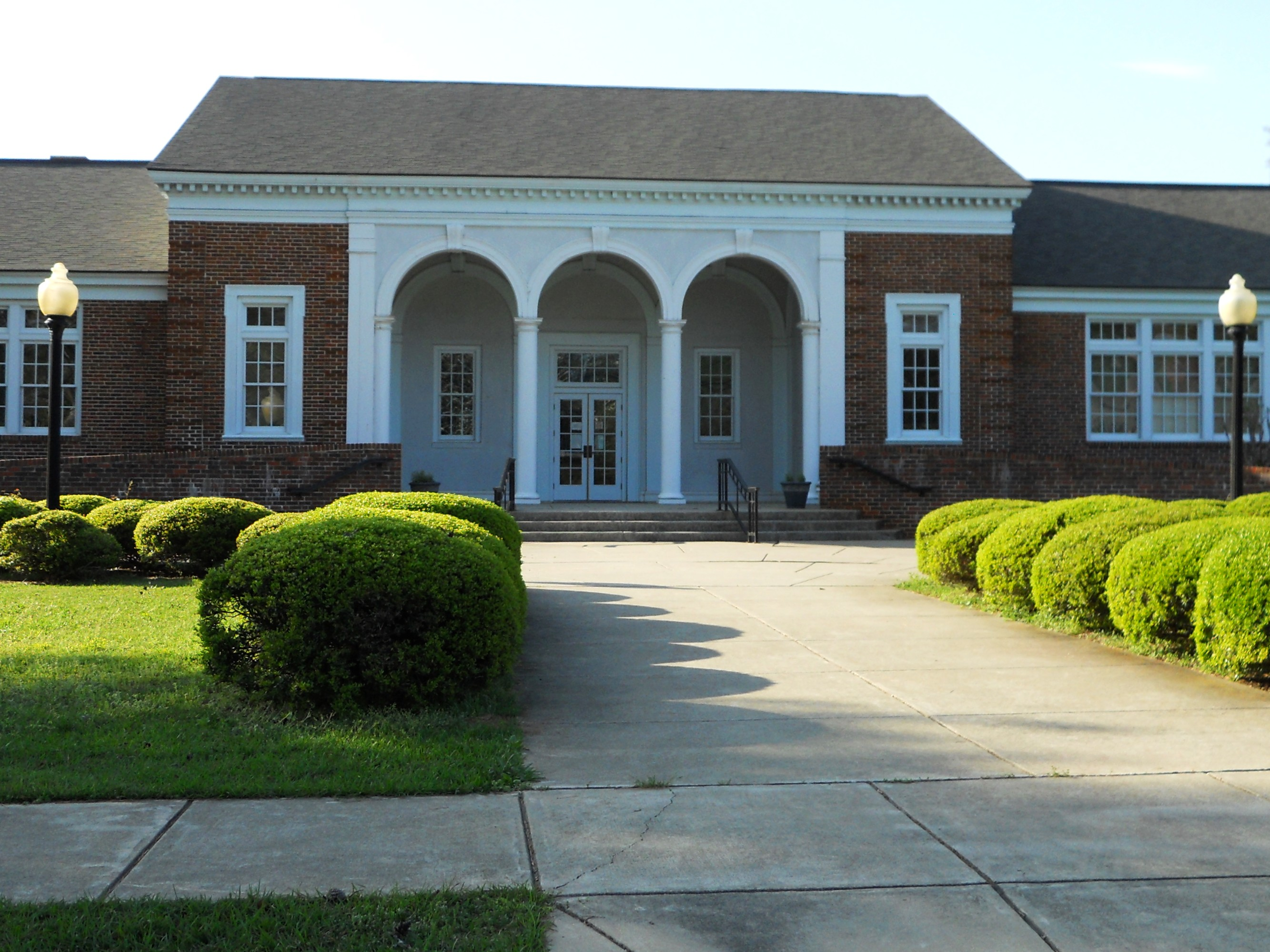
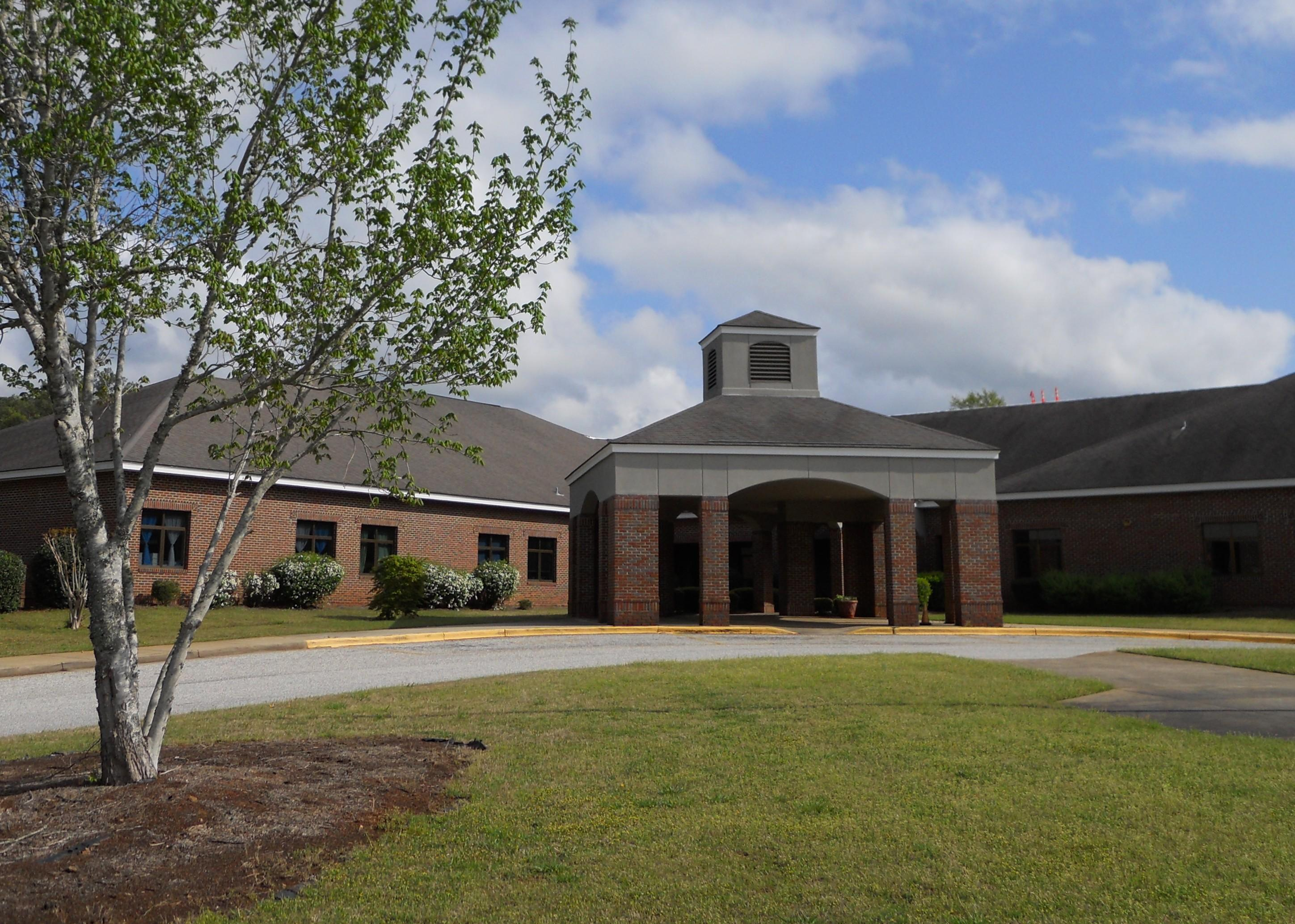
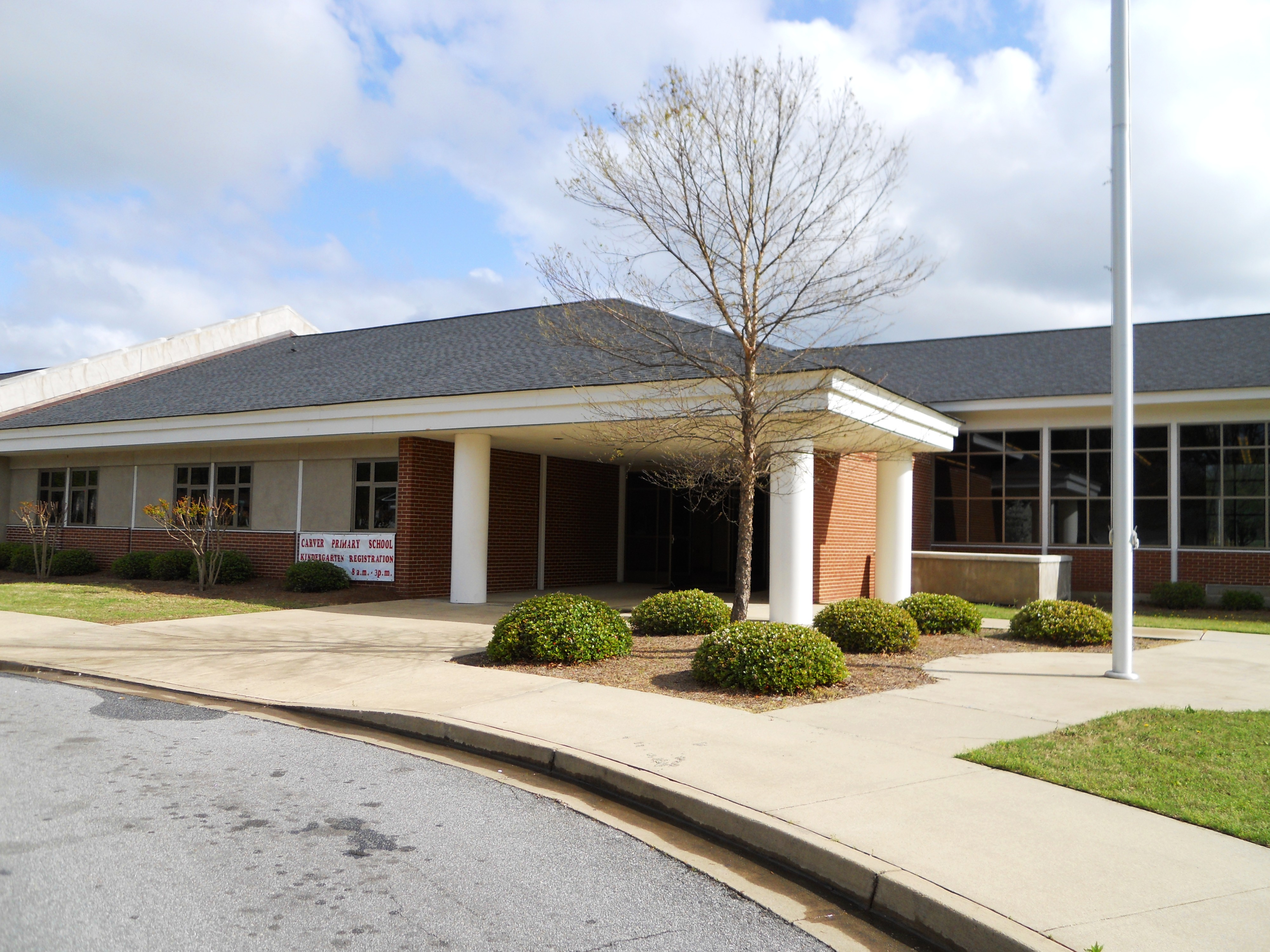
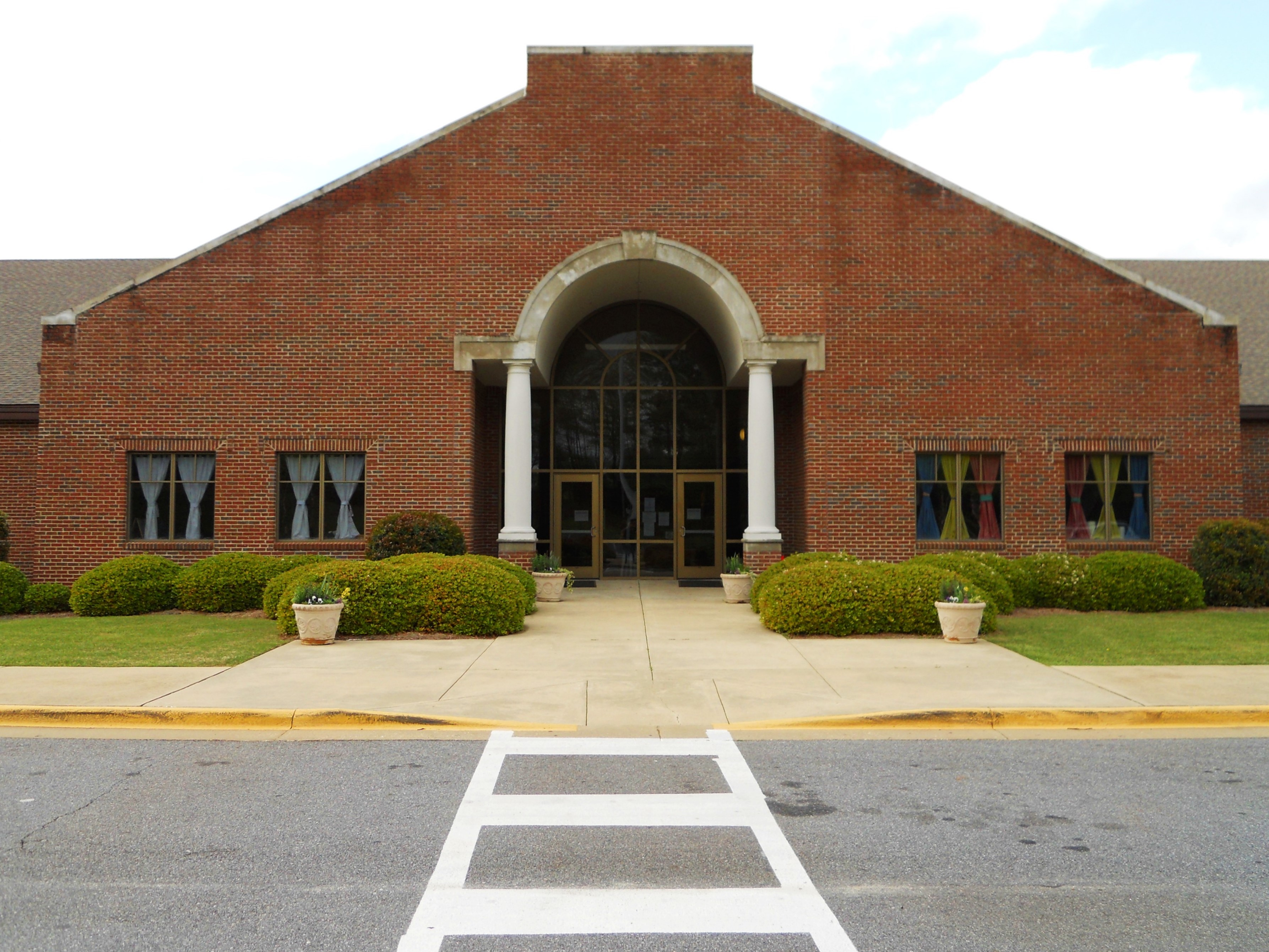
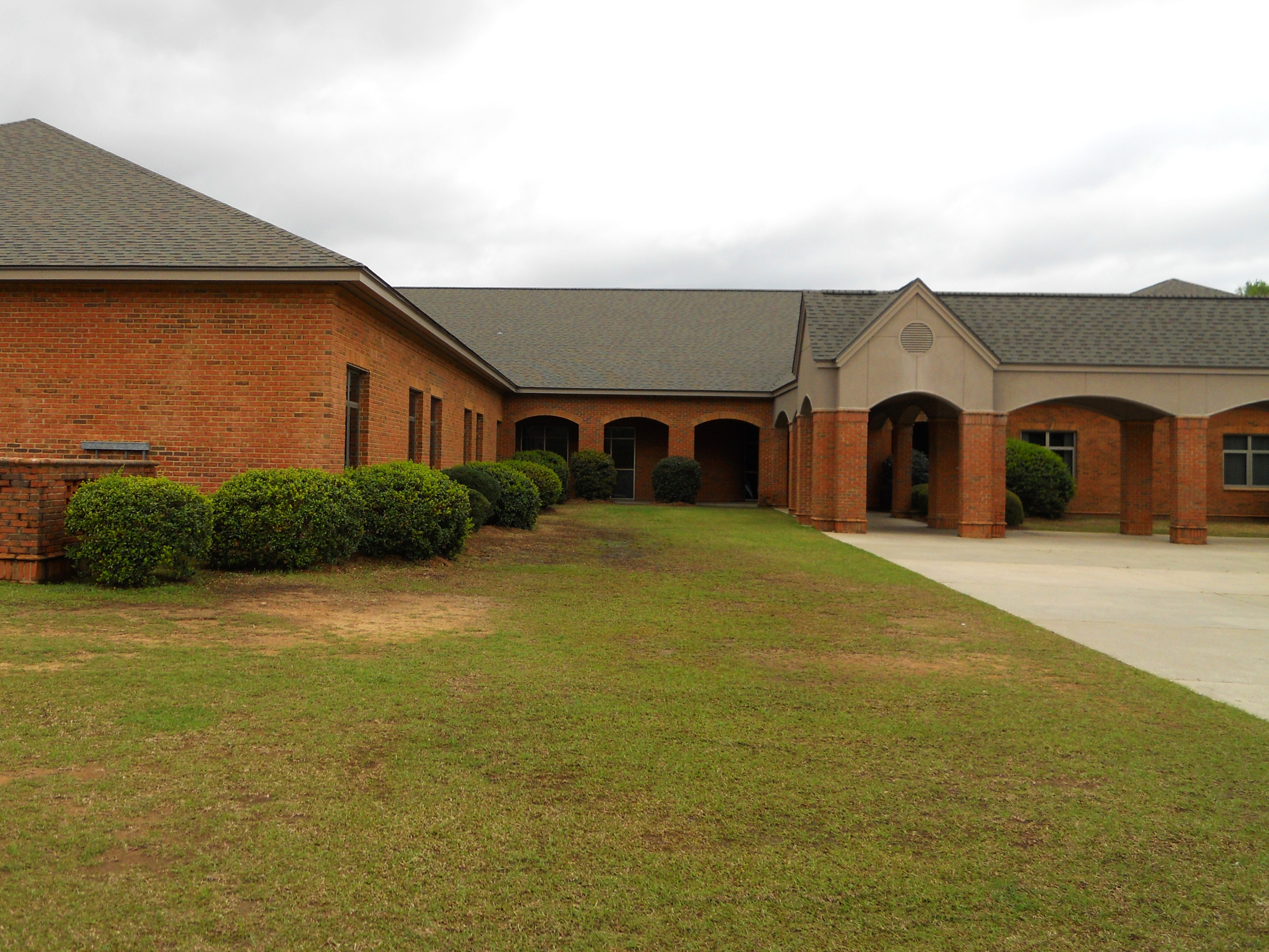
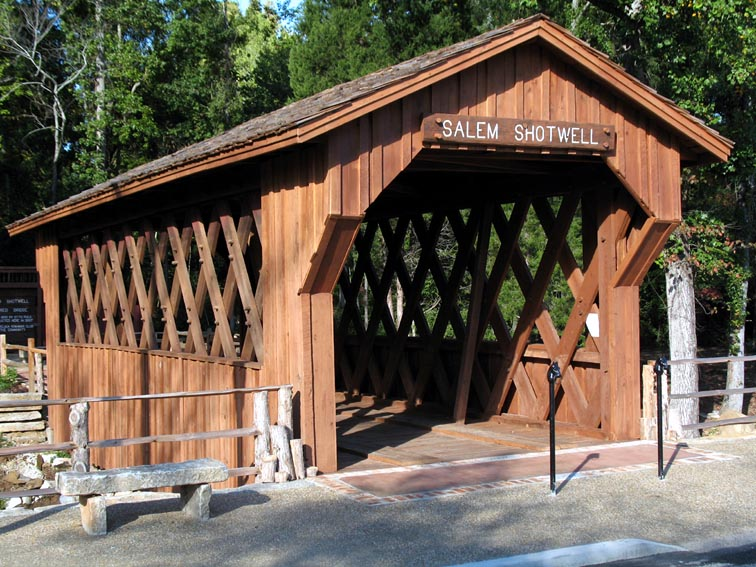
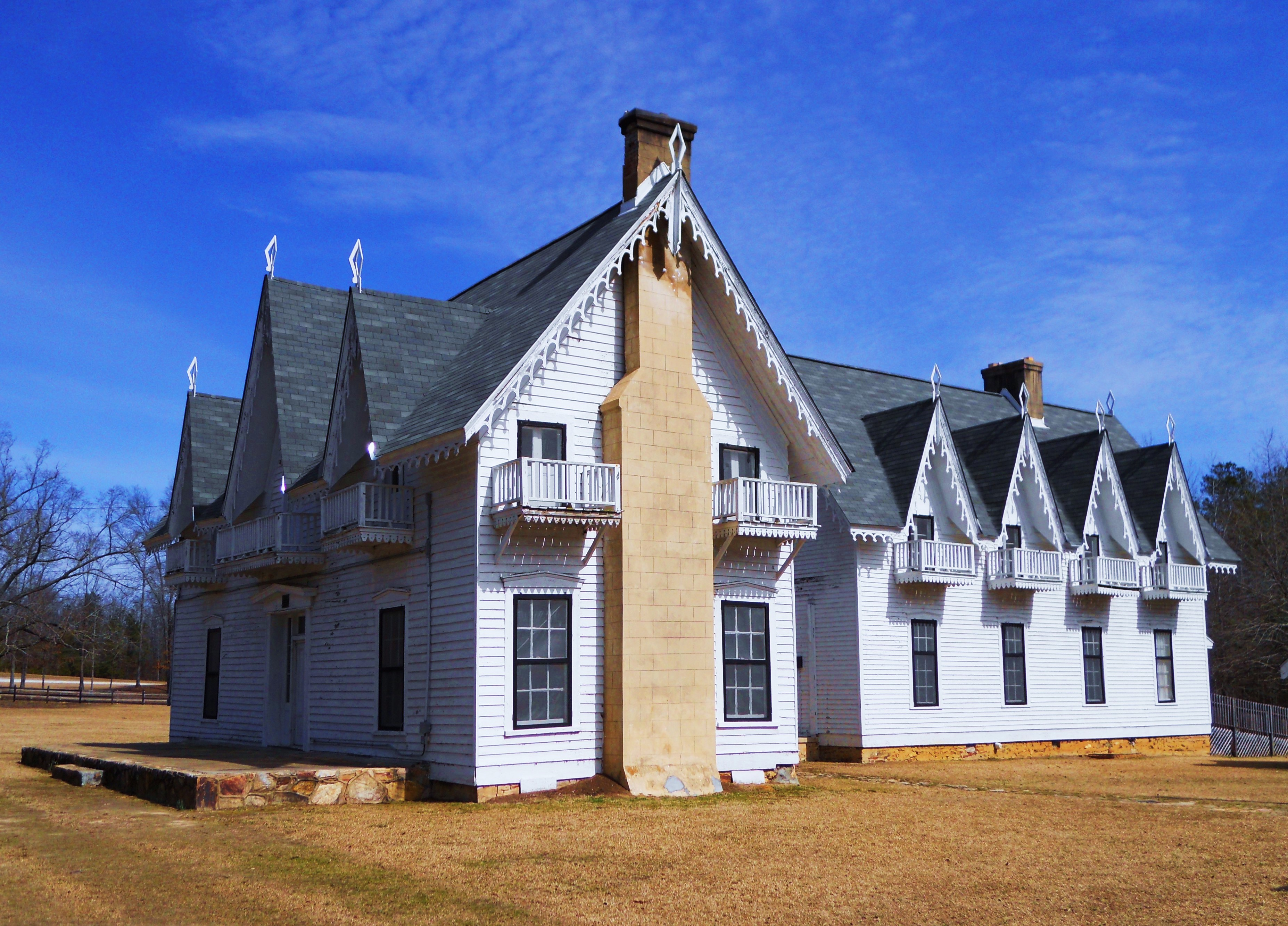
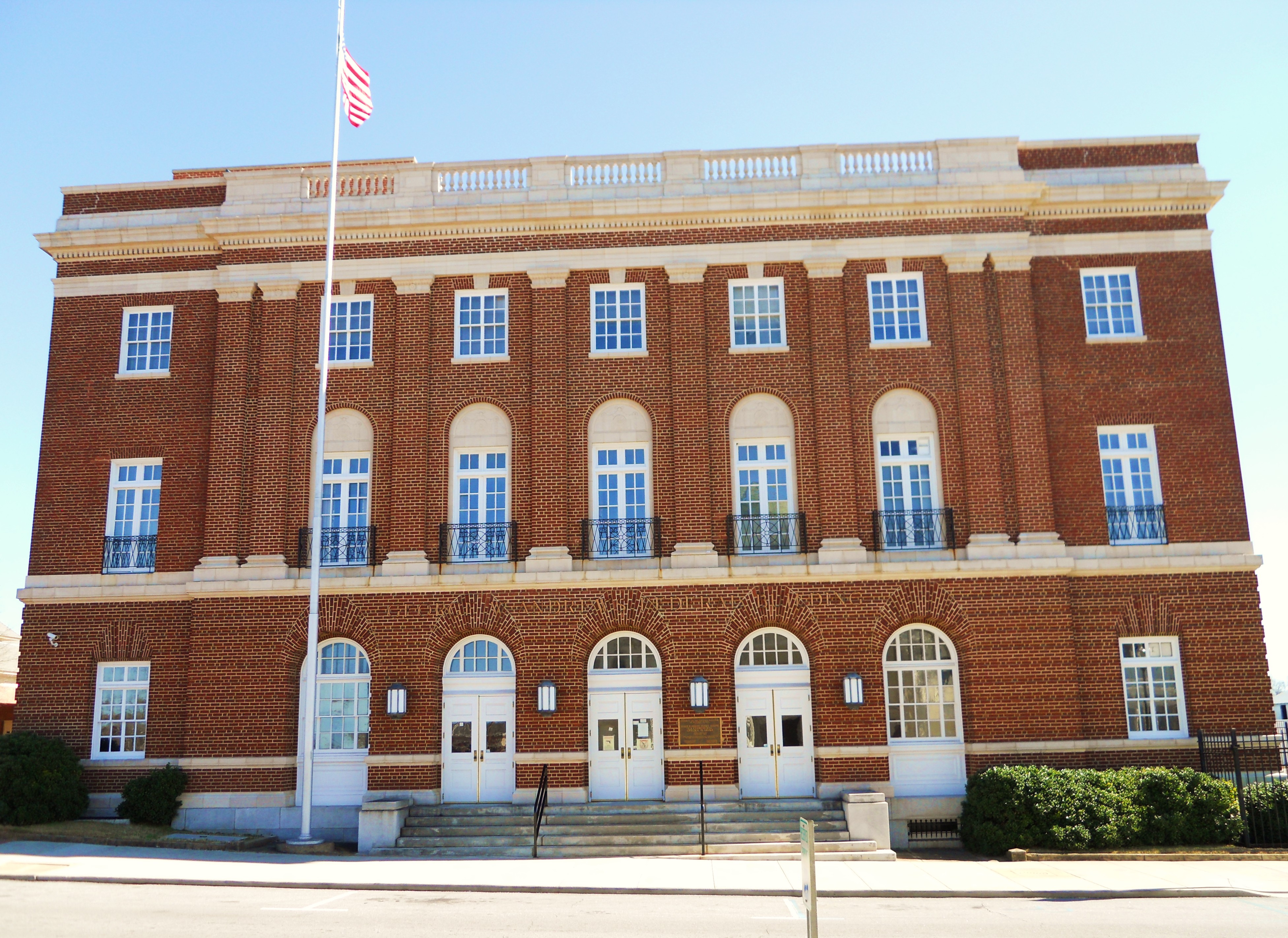
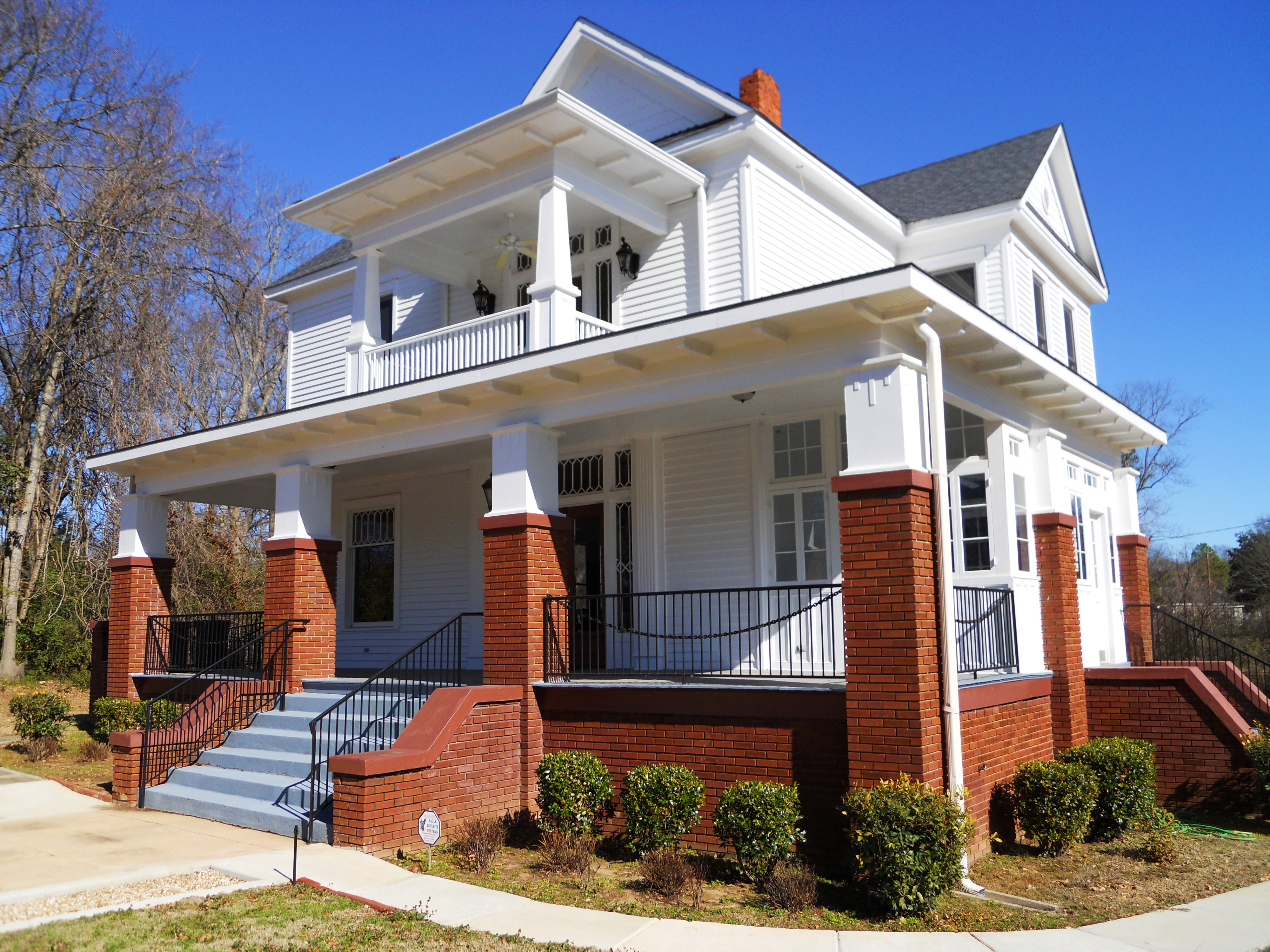
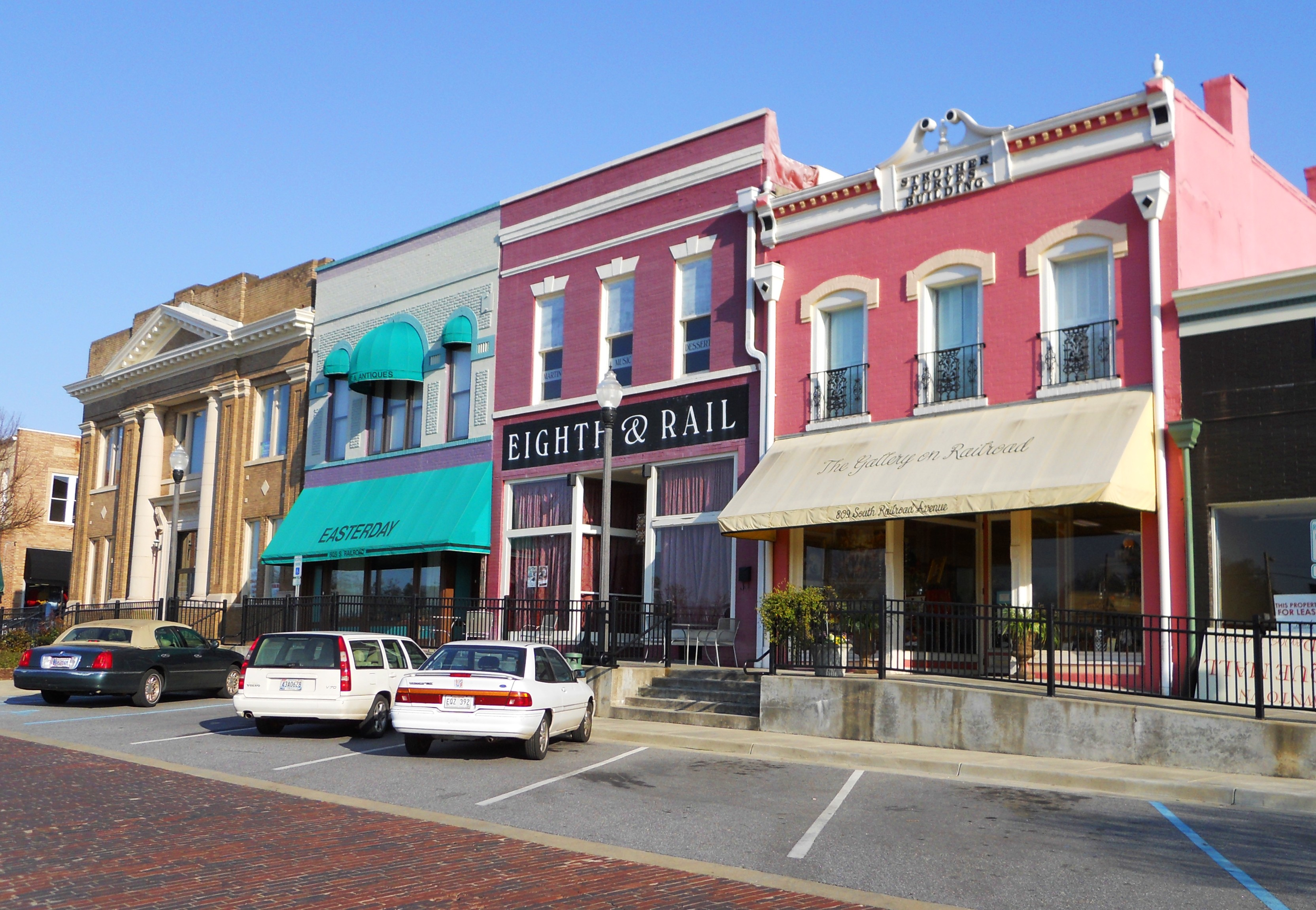
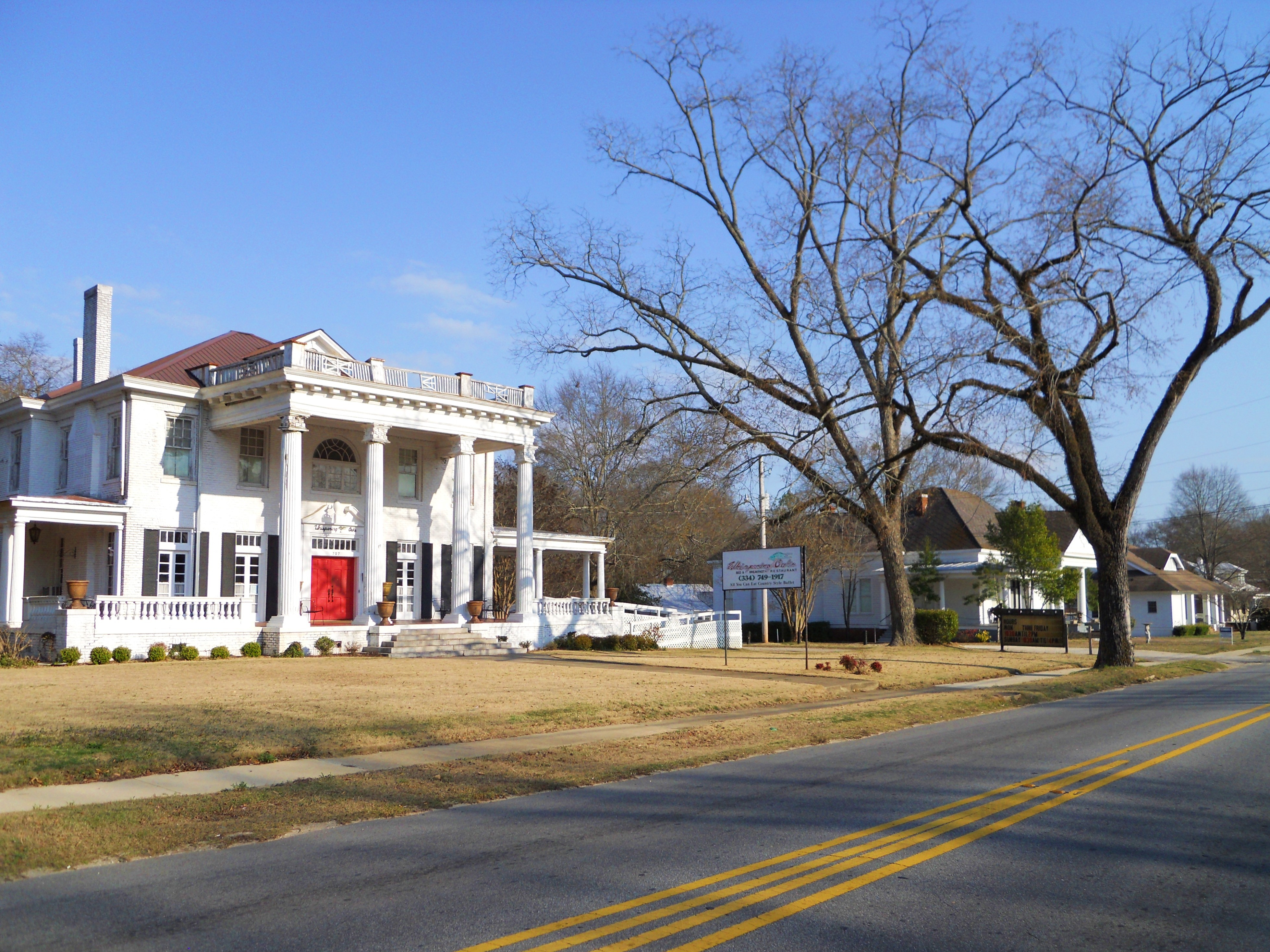
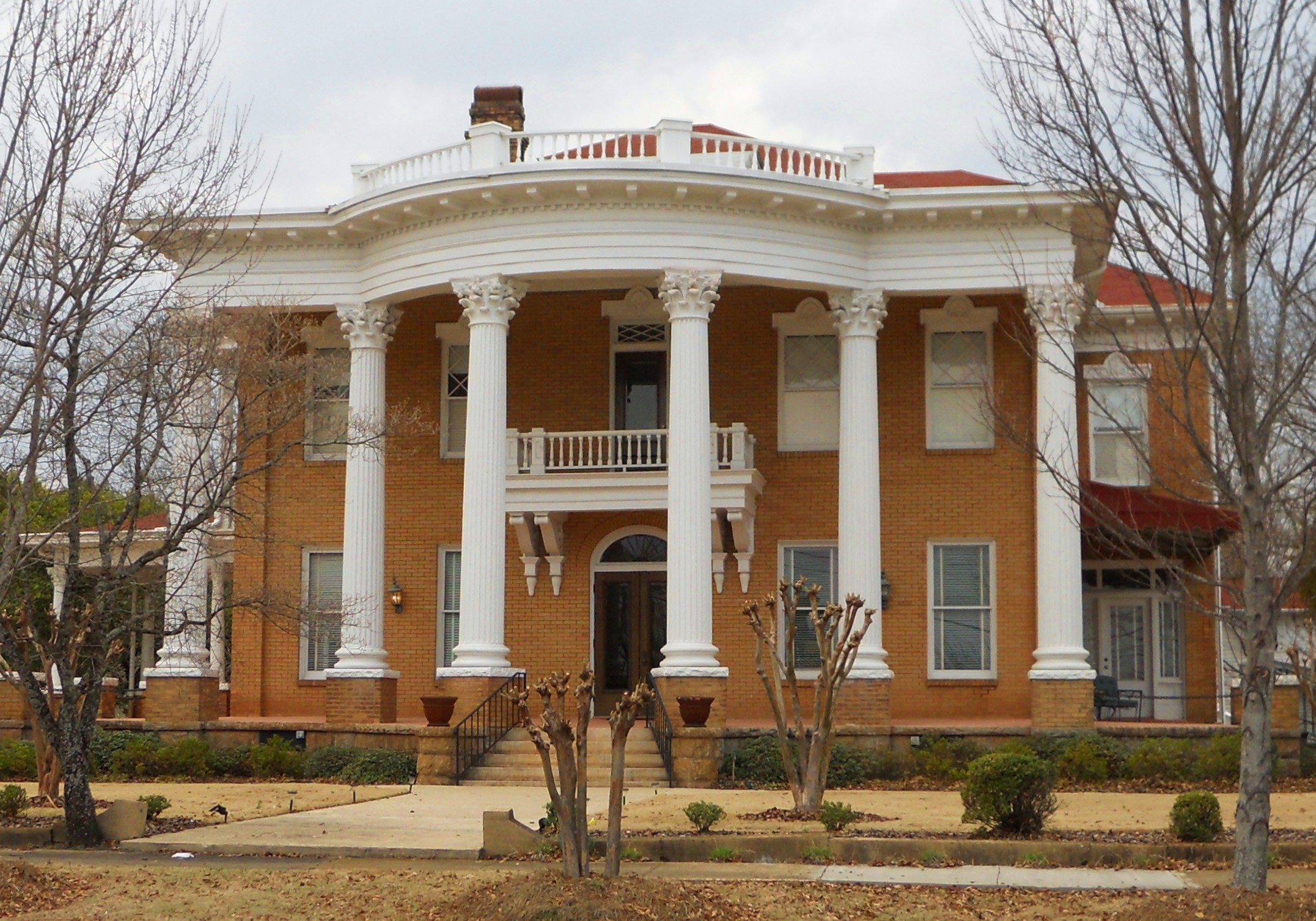
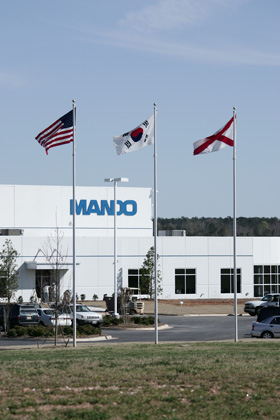